# Saldeana (kommunhuvudort)
Saldeana är en kommunhuvudort i Spanien.   Den ligger i provinsen Provincia de Salamanca och regionen Kastilien och Leon, i den nordvästra delen av landet, 250 km väster om huvudstaden Madrid. Saldeana ligger 664 meter över havet och antalet invånare är 153.
Terrängen runt Saldeana är huvudsakligen platt, men västerut är den kuperad. Runt Saldeana är det mycket glesbefolkat, med 4 invånare per kvadratkilometer. Närmaste större samhälle är Vitigudino, 17,3 km öster om Saldeana. Trakten runt Saldeana består i huvudsak av gräsmarker.